# Акао Хікару
Акао Хікару (яп. 赤尾ひかる, Akao Hikaru, 16 лютого 1995, префектура Сайтама) — японська сейю, що з 2015 року працює в компанії «I'm Enterprise». Уперше дебютувала 2016 року. У 2018 році отримала головну голь в аніме «Дівчата-мангаки» як персонаж Моета Кауруко, до цього були лише незначні ролі.

## Біографія
Народилася 16 лютого 1995 року в префектурі Сайтама. З раннього дитинства мріяла стати сейю, хоча й ненавиділа свій голос. На це її надихнув аніме-серіал Наруто, який вона дивилися в 6 класі початкової школи. У середній школі приєдналась до клубу телерадіомовлення та постійно удосконалювала свої навички мовлення в клубних заходах, що допомогло їй впевнитися у своїх можливостях. Крім того приєдналась до окрестру, навчалась вокалу та грі на скрипці. На другому курсі середньої школи Акао записується до Школи підготовки акторів озвучення. Пізніше навчається в Японському інституті акторської майстерності.
Закінчивши навчання, у 2015 році Акао приєдналась до «I'm Enterprise». Спочатку почала свою кар'єру 2016 року в незначних ролях в аніме-серіалах як «Живе кохання! Сяйво!!» і «Аджін: Напівлюдина». Того ж року, разом із Себонґі Саяка та Ватада Місакі, стала ведучою щотижневої радіопрограми. 2017 року зіграла другорядну ролі в серіалах Lulune Louie в «Невже шукати дівчину в підземеллі — неправильно? Меч Ораторія», а також незначні ролі в «Аліса й Зороку» і «Ангели-близнюки». 2018 року отримала свою першу головні роль як Моета Кауруко у аніме «Дівчата-мангаки».

## Озвучення
| Рік       |     | Українська назва                                                    | Оригінальна назва                                    | Роль                     |
| --------- | --- | ------------------------------------------------------------------- | ---------------------------------------------------- | ------------------------ |
| 2016      | с   | Живе кохання! Сяйво!!                                               | ラブライブ! サンシャイン!!                           | студентка                |
| 2016      | с   | Аджін: Напівлюдина                                                  | 亜人                                                 | школярка                 |
| 2016      | вг  |                                                                     | 刻のイシュタリア                                     |                          |
| 2016      | вг  |                                                                     | サウザンドメモリーズ                                 |                          |
| 2016      | вг  |                                                                     | 戦国姫譚MURAMASA-雅-                                 |                          |
| 2016      | вг  |                                                                     | スターレット                                         |                          |
| 2016      | вг  |                                                                     | シドストーリー                                       |                          |
| 2016      | вг  |                                                                     | ガールズオンメタル                                   |                          |
| 2016      | вг  |                                                                     | ウチの姫さまがいちばんカワイイ)                      |                          |
| 2017      | с   | Невже шукати дівчину в підземеллі — неправильно? Меч Ораторія       | ダンジョンに出会いを求めるのは間違っているだろうか   | Руруне Луї               |
| 2017      | с   | Аліса й Зороку                                                      | アリスと蔵六                                         | дівчина                  |
| 2017      | OVA | Кролика замовляли?? Дорога моя сестра                               | ご注文はうさぎですか?? 〜Dear My Sister〜            | дівчина                  |
| 2017      | с   | Ангели-близнюки                                                     | ツインエンジェルBREAK                                | B-дівчина                |
| 2017      | вг  |                                                                     | ウチの姫さまがいちばんカワイイ)                      |                          |
| 2017      | вг  |                                                                     | AKIBAS' TRIP Festa!                                  |                          |
| 2017      | вг  |                                                                     | 強くてNEW GAME                                       |                          |
| 2017      | вг  |                                                                     | 戦艦ストライク                                       |                          |
| 2017      | вг  | Atelier Lydie & Suelle: The Alchemists and the Mysterious Paintings | リディー&スールのアトリエ 〜不思議な絵画の錬金術士〜 |                          |
| 2017      | вг  |                                                                     | 城姫クエスト                                         |                          |
| 2018      | с   | ClassicaLoid                                                        | クラシカロイド                                       | дівчина                  |
| 2018      | с   | Time Bokan 24                                                       | タイムボカン 逆襲の三悪人                            | дівчина                  |
| 2018      | с   | Казкова дівчина                                                     | メルヘン・メドヘン                                   | Упириця                  |
| 2018      | с   | Дівчата-мангаки                                                     | こみっくがーるず                                     | Каоруко Моета • Няосу    |
| 2018      | с   | Старша школа DxD: Герой                                             | ハイスクールD×D HERO                                 | епізод 0                 |
| 2018      | с   | З якуди в ідоли: Gokudolls                                          | Back Street Girls -ゴクドルズ-                       | Суґіхара Чіка            |
| 2018      | с   | Субару семи зірок                                                   | 七星のスバル                                         | Аму Харуне               |
| 2018      | с   | Клітини за роботою                                                  | はたらく細胞                                         | Тромбоцит-2, Тромбоцит-5 |
| 2018      | с   | Остання надія                                                       | はたらく細胞                                         | дитина                   |
| 2018      | с   | Hugtto! PreCure                                                     | HUGっと!プリキュア                                   | Кавакамі Ая              |
| 2018      | с   | Улісс: Жанна д'Арк і лицар-алхімік                                  | ユリシーズ ジャンヌ・ダルクと錬金の騎士              | фея B                    |
| 2018      | с   | По сусідству з пані Вампір                                          | となりの吸血鬼さん                                   | аніме-персонаж С         |
| 2018      | с   | Merc Storia: Апатичний хлопець і дівчина з пляшки                   | メルクストーリア -無気力少年と瓶の中の少女-          | Пістія                   |
| 2018      | вг  |                                                                     | きららファンタジア                                   |                          |
| 2018      | вг  | Abyss Horizon                                                       | アビス・ホライズン                                   |                          |
| 2018      | вг  | O.N.G.E.K.I.                                                        | オンゲキ                                             |                          |
| 2018      | вг  | Girls' Frontline                                                    | ドールズフロントライン                               | Gr Mk23                  |
| 2018      | вг  | Magia Record: Puella Magi Madoka Magica Side Story                  | マギアレコード 魔法少女まどか☆マギカ外伝             | Чіакі Ріко               |
| 2018—2019 | OVA | Удар крові 3                                                        | ストライク・ザ・ブラッド III                         | Калі                     |
| 2019      | с   | Ендро!                                                              | えんどろ〜!                                          | Юшя «Юрія» Шярудеччо     |
| 2019      | с   | Моб Психо 100 II                                                    | モブサイコ100 II                                     | студентка                |
| 2019      | с   | Каґуя-сама: Кохання як війна                                        | かぐや様は告らせたい〜天才たちの恋愛頭脳戦〜         | студентка                |
| 2019      | вг  | Atelier Nelke: The Alchemists and the New Earth                     | ネルケと伝説の錬金術士たち 〜新たな大地のアトリエ〜  |                          |
| 2019      | вг  |                                                                     | アトリエオンライン 〜ブレセイルの錬金術士〜          |                          |